# Erick Lindgren
Erick A. Lindgren (Burney, Califórnia, 11 de agosto de 1976) é um jogador profissional de pôquer estadunidense. Lindgren tem um bracelete da World Series of Poker (WSOP) e dois títulos da World Poker Tour (WPT). e atualmente é patrocinado pelo site de pôquer Full Tilt Poker.

## Braceletes
| Ano  | Torneio                               | Prêmio (US$) |
| ---- | ------------------------------------- | ------------ |
| 2008 | $5,000 Mixed Hold'em (Limit/No-Limit) | $374,505     |